# Славаты из Хлума и Кошумберка
Славаты из Хлума и Кошумберка (чеш. Slavatové z Chlumu a Košumberka) — чешский аристократический род, представители которого с XV века владели обширными землями в северной Моравии, а в начале XVII века стали наследниками панов из Градца. В 1621 году были возведены в достоинство имперских графов. Самым известным представителем рода стал Вилем Славата (1572—1652), жертва пражской дефенестрации. Род угас в 1712 году со смертью Яна Карела Яхима Славаты.

## История рода

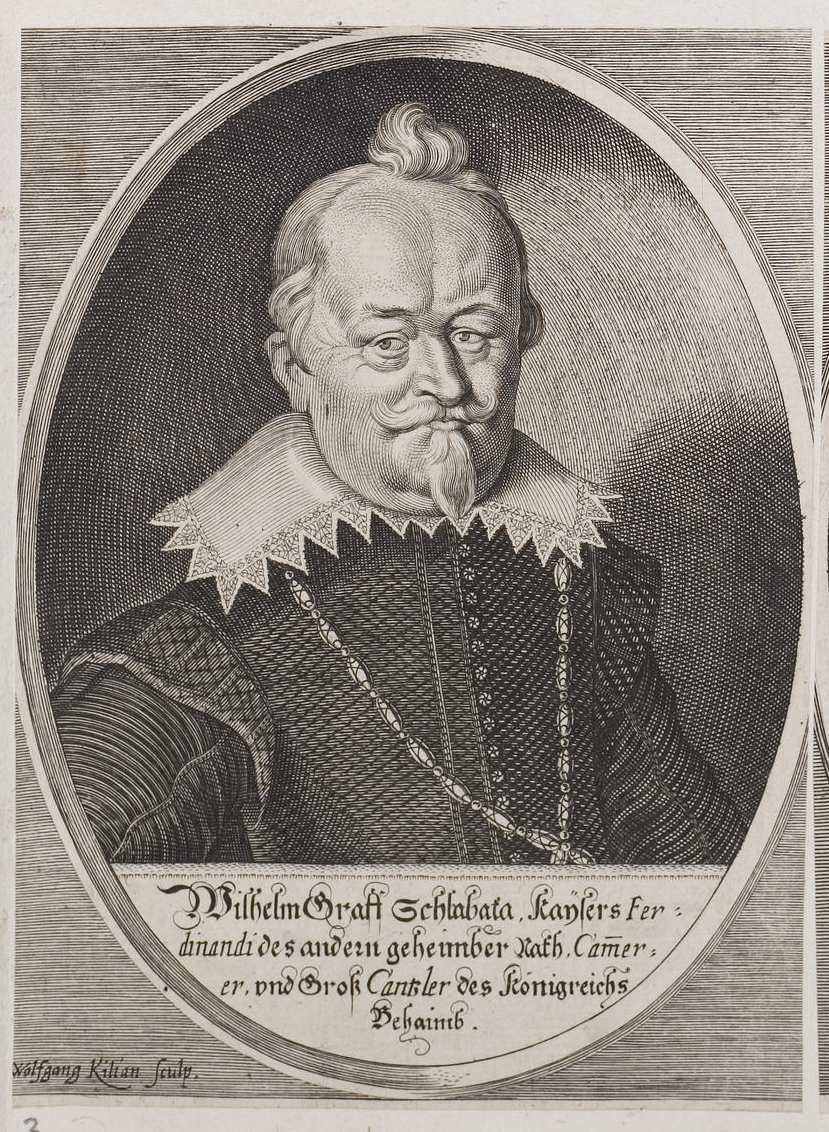
Вилем Славата

Первый упоминающийся в источниках предок Слават — Блех, живший на рубеже XI и XII веков. Его внук Блех Великий из Тршебушова в 1176—1183 годах занимал пост управляющего Литомержицким замком. Потомки Блеха стали владельцами ряда поместий в Восточной Чехии, включая Подгоржаны и Дамиров. Принадлежавшие к этой семье Ян Вилем и Дивиш из Хлума и Кошумберка были последователями Яна Гуса и подписали протест против его сожжения. Сын Дивиша Славата в 1463—1467 годах был королевским гофмистром, его сын Михал, первым взявший фамилию Славата, получил земли Сазавского монастыря.
Адам Славата (1546—1616) из-за своей расточительности потерял почти все семейные владения, но его сын Вилем (1572—1652), обратившийся в католичество, женился на своей троюродной сестре Луции Отилии, единственной наследнице Витковичей из Градца. Благодаря этому Славаты стали одним из самых влиятельных и богатых магнатских родов Чехии. Вилем, самый известный представитель этой семьи, в 1618 году был одним из королевских наместников Чехии. С попытки его убийства, известной как пражская дефенестрация, началась Тридцатилетняя война. Вилем выжил, после подавления восстания вернулся в Чехию, в 1621 году получил титул имперского графа, позже стал высочайшим канцлером Чешского королевства и кавалером ордена Золотого руна.
Потомки Вилема жили главным образом при императорском дворе в Вене, где, однако, не занимали высоких постов. Четверо его внуков (сыновей Яхима Ольдржиха Славаты) умерли один за другим, не оставив потомства мужского пола. Третий из них, Франтишек Леопольд Вилем, чтобы продлить род, вышел из духовного сословия, но умер вскоре после женитьбы (1691). Четвёртый, Ян Карел Яхим, отказался выходить ради наследства из ордена босых кармелитов, и после его смерти в 1712 году род Слават угас. Семейное достояние, оценённое в 1 751 980 золотых, было поделено на пять частей между дочерьми и внуками по женской линии Яхима Ольдржиха.

## Генеалогия
Блех (XI—XII века);

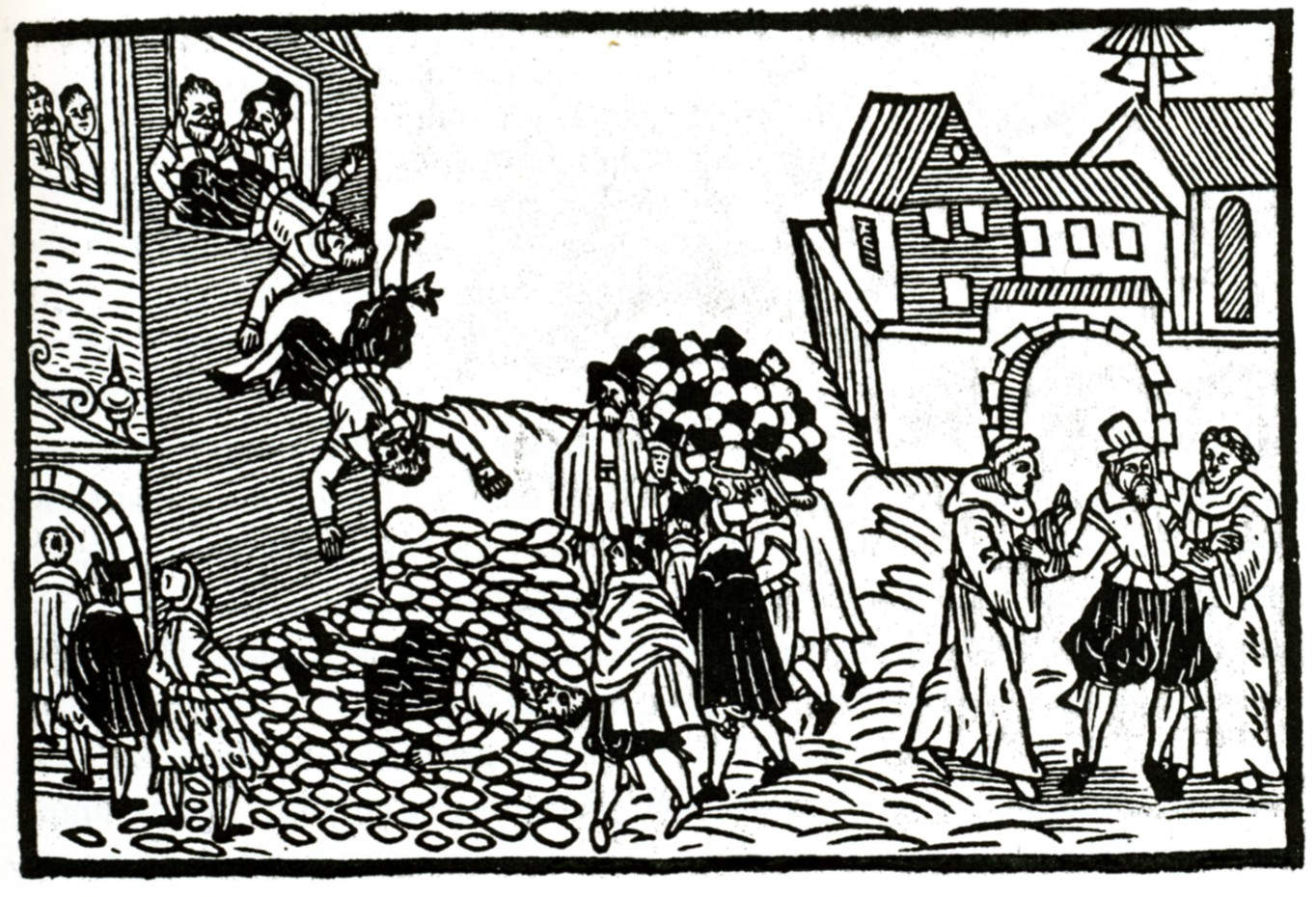
Пражская дефенестрация 1618 года

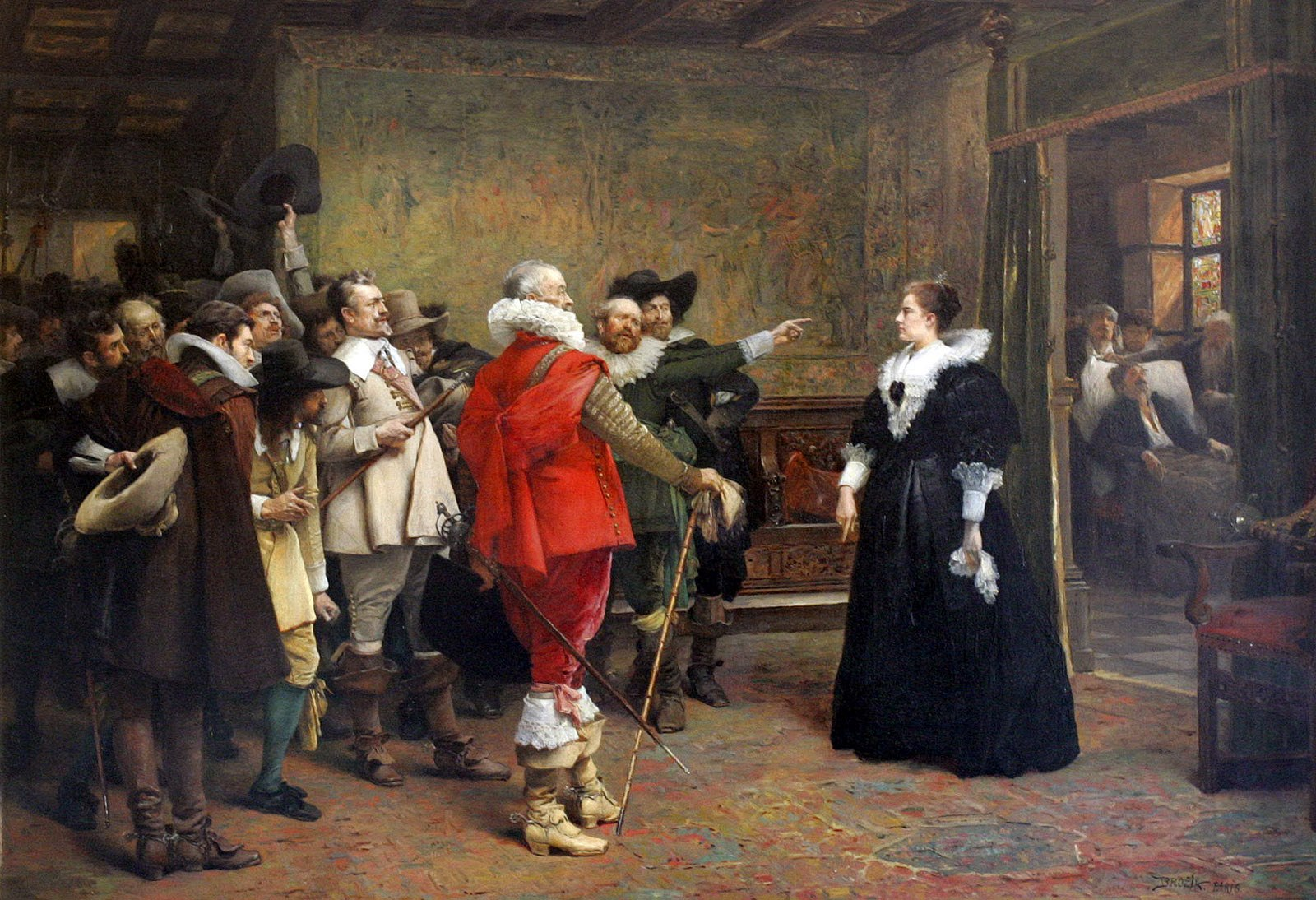
Вацлав Брожик. Поликсена из Лобковиц защищает в своём дворце Вилема Славату и Ярослава Боржиту из Мартиниц

- Ждислав из Хлума (умер после 1130);
  - Блех Великий из Тршебушова (умер в 1193);
    - Милота из Тршебушова (умер после 1194);
    - Бун из Тршебущова (умер приблизительно в 1226);
    - Ждислав из Тршебушова (умер после 1197);
      - Блех из Хлума (умер после 1282);
        - Сезема из Хлума (умер в 1316);
        - Бун из Хлума (умер в 1316);
          - Дениш из Хлума (умер в 1350);
            - Джешек из Хлума (умер в 1391);
              - Дивиш из Хлума и Кошумберка (умер в 1454);
                - Славата из Хлума и Кошумберка (умер в 1453), женат на Маркете Реповой из Невеклова;
                  - Анешка (умерла в 1501), жена Яна Пардуса, Бернарда из Петркова и Йиндржиха Феликса из Вальдштейна;
                  - Славата из Хлума и Кошумберка (умер в 1539), женат на Йитке из Яновиц;
                    - Катержина, жена Йиржи из Вальдштейна;
                    - Йетржих из Хлума и Кошумберка (умер до 1539);
                    - Мандалена (умерла после 1553), жена Вилема Феликса из Вальдштейна;
                    - Дивиш Вилем Славата из Хлума и Кошумберка (1515—1575), женат на Элишке из Градца;
                      - Ян;
                      - Катержина, жена Яна Йетржиха Черногорского;
                      - Яхим;
                      - Михал (умер после 1575);
                      - Богунка, жена Йиржи Хлумчанского;
                      - Славата;
                      - Адам (1546—1616), женат на Доротее Курцбах и на Сибилле фон Мансфельд-Айслебен;
                        - Михал (от первого брака, умер в 1636);
                        - Яхим (от первого брака, умер в 1630);
                        - Дивиш (от первого брака);
                        - Вилем (от первого брака, 1572—1652), женат на Луции Отилии из Градца;
                          - Адам Павел (умер в 1657), женат на Марии Маргарите фон Эггенбург;
                          - Яхим Ольдржих (1605—1645), женат на Марии Франциске фон Меггау;
                            - Мария Барбара, жена Кристофа Филиппа фон Лихтенштейн-Гастелькорна;
                            - Фердинанд Вилем (1630—1673);
                              - Мария Маркета Барбара (умерла в 1694), жена Яна Зигмунда Бедржиха Гёца из Гёцену;
                              - Рената Франтишка;
                              - Мария Терезия (1656—1699), жена Иоганна Арноста фон Фюнфкирхена и Арноста Бедржиха Виндишгреца;
                              - Мария Каролина (1662—1716), жена Леопольда Антонина фон Траутмансдорфа;

                            - Катержина Терезия (1634—1673), жена Иоганна Арноста фон Фюнфкирхена;
                            - Анна Луция (1637—1703), жена Адольфа Вратислава из Штернберка;
                            - Ян Йиржи Яхим (1638—1689);
                              - Мария Йозефа (1667—1708), жена Германа Якуба Чернина;
                              - Мария Магдалена (1673—1700), жена Норберта Леопольда Либштейнского из Коловрата;
                              - Мария Анешка (1674—1718), жена Франциска Вилема фон Сальм-Рейффершейдта;

                            - Франтишек Леопольд Вилем (1639—1691);
                            - Ян Карел Яхим (1641—1712);

                          - Франтишек Вит (1608—1645);

                        - Альжбета (от первого брака, 1573—1605), жена Яна Йетржиха из Жеротина;
                        - Адам Готтхельф (от второго брака, 1594—1640), женат на Христине Якобе фон Пёттинг-Персинг;;
                          - Ян Йиржи;

                      - Йиндржих (1550—1599), женат на Кунке Чернчицкой;
                        - Божена (1585—1609), жена Яна Зейдлица из Сенфелда;
                        - Дивиш (1586—1623), женат на Веронике из Жеротина;
                          - Йиндржих Вилем (1605—1654), женат на Анне Поликсене Михновой из Вачинова и на Марии Максимилиане Здарской;
                            - Яна Барбора (от второго брака, 1652—1657);

                      - Адальберт (1553—1600), женат на Анне Саломене Смиржицкой;
                        - Ярослав;
                        - Гедвика (1581—1599);
                        - Йиндржих Михал (1588—1620), женат на Маркете Саломене Смиржицкой;
                          - Альбрехт Йиндржих (1610—1656/61), женат на Амалии Маргарете ван Бредероде;

                      - Магдалена (1558—1593), жена Яна Старшего из Жеротина;
                      - Захариаш (1560—1599), женат на Анне Кржинецкой и на Элишке Робмхаповой;
                        - Катержина (в первом браке);
                        - Магдалена Катержина (в первом браке), жена Богуслава Берки из Дубы;
                        - Криштоф Феликс (во втором браке, умер после 1644);
                        - Элишка (во втором браке, 1590 — после 1606), жена Августа Кржинецкого из Ронова;

                  - Альбрехт из Хлума и Кошумберка (умер приблизительно в 1521)[7];

              - Бенеш из Хлума и Кошумберка (умер до 1461);
              - Вилем из Хлума и Кошумберка (умер в 1434);
                - Ян из Хлума и Кошумберка (умер в 1483);
                  - Анешка (умерла в 1501), жена Феликса из Вальдштейна;

                - Славата из Хлума и Кошумберка (умер в 1494), женат на Дороте из Немошиц;
                  - Михал Славата из Хлума и Кошумберка (умер в 1534);
                  - Маркета (умерла в 1543);

              - Ян из Хлума и Кошумберка (умер до 1437);

            - Славата из Хлума (умер в 1390);
            - Мстислав из Хлума (умер в 1398);
              - Ян из Хлума (умер после 1398);

            - Просек из Хлума (умер в 1372);
            - Вилем из Хлума (умер в 1366);
            - Дивиш из Хлума (умер в 1385);

        - Мстислав из Хлума (умер до 1310);

    - Блех из Тршебушова (умер приблизительно в 1213)[8].